# Theodor Zwinger (pasteur)
Pour les articles homonymes, voir Zwinger (homonymie).

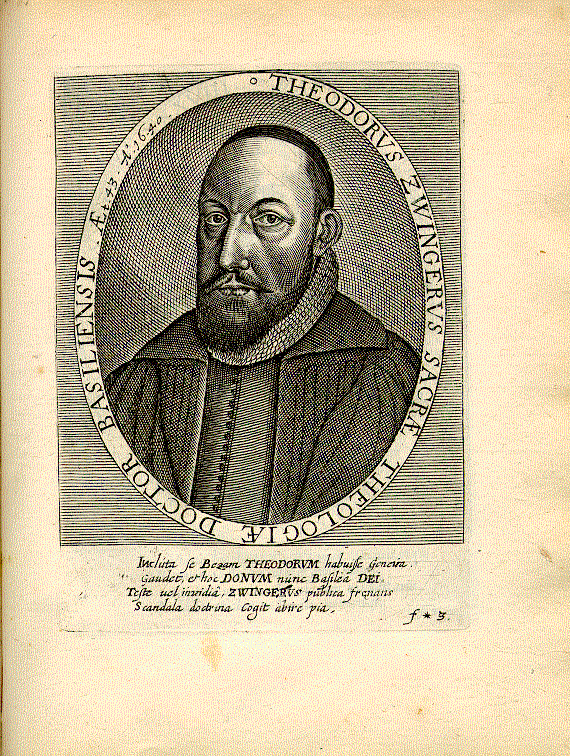
Theodor Zwinger

Theodor Zwinger, théologien protestant, fils de Jakob Zwinger, est né à Bâle, le 20 novembre 1597, le jour anniversaire de la mort d'Œcolampade et meurt le 27 décembre 1654.

## Biographie
Orphelin à l'âge de treize ans, après avoir achevé son cours de philosophie, il resta quelque temps indécis sur le choix de l'état qu'il devait choisir. Theodor se décida finalement pour la médecine et tomba gravement malade. Il vit dans cet accident la juste punition de sa désobéissance aux volontés de son père et fit vœu, s'il recouvrait la santé, de se consacrer au service de l'Église. 
Dès ce moment, il se livra à la théologie. Il apprit en même temps les langues orientales et les textes sacrés. Admis, en 1617, au ministère pastoral, il voulut, avant d'accepter un appel à desservir une paroisse, perfectionner ses connaissances par les voyages. En conséquence, il visita l'Allemagne, les Pays-Bas, l'Angleterre, traversa la France et revint dans sa patrie en 1619.
Attaché successivement à différentes églises, il fut, en 1627, nommé pasteur de l'Église Saint-Théodore (de). Une maladie contagieuse se manifesta deux ans après et il fut atteint lui-même par la fièvre. 
Élu, le 1er janvier 1630, premier pasteur et surintendant des églises de Bâle, le 30 novembre suivant, il fut nommé professeur de l'Ancien Testament à l'académie, celle où Œcolampade s'était illustré. 
Il mourut le 27 décembre 1654.
Sa fille épouse le pasteur et théologien bâlois Lucas Gernler.

## Source
« Theodor Zwinger (pasteur) », dans Louis-Gabriel Michaud, Biographie universelle ancienne et moderne : histoire par ordre alphabétique de la vie publique et privée de tous les hommes avec la collaboration de plus de 300 savants et littérateurs français ou étrangers, 2e édition, 1843-1865 [détail de l’édition]
- Werner Raupp: Art. Zwinger, Theodor, dans Historisches Lexikon der Schweiz (HLS), Vol. 13, Basel: Schwabe Verlag 2014,  p. 910-911 (aussi franç. et ital., aussi en ligne).